# Janík (Slowakei)
Janík, ungarisch Jánok (1927–1948 slowakisch „Jánok“ – bis 1927 auch „Janov“) ist eine Gemeinde im Osten der Slowakei mit 600 Einwohnern (Stand 31. Dezember 2024), die zum Okres Košice-okolie, einem Teil des Košický kraj, gehört und in der traditionellen Landschaft Abov liegt.

## Geographie
Die Gemeinde befindet sich im südwestlichen Teil des Talkessels Košická kotlina, am Übergang in das südlich gelegene Hügelland Bodvianska pahorkatina an den Bächen Janícky potok und Konotopa im Einzugsgebiet der vorbeifließenden Ida, nahe der Staatsgrenze zu Ungarn. Das Ortszentrum liegt auf einer Höhe von 203 m n.m. und ist achteinhalb Kilometer von Moldava nad Bodvou sowie 37 Kilometer von Košice entfernt.
Nachbargemeinden sind Moldava nad Bodvou (Stadtteil Budulov) im Norden, Mokrance im Nordosten, Rešica im Osten und Südosten, Perecse (H) im Süden und Peder im Westen und Nordwesten.

## Geschichte

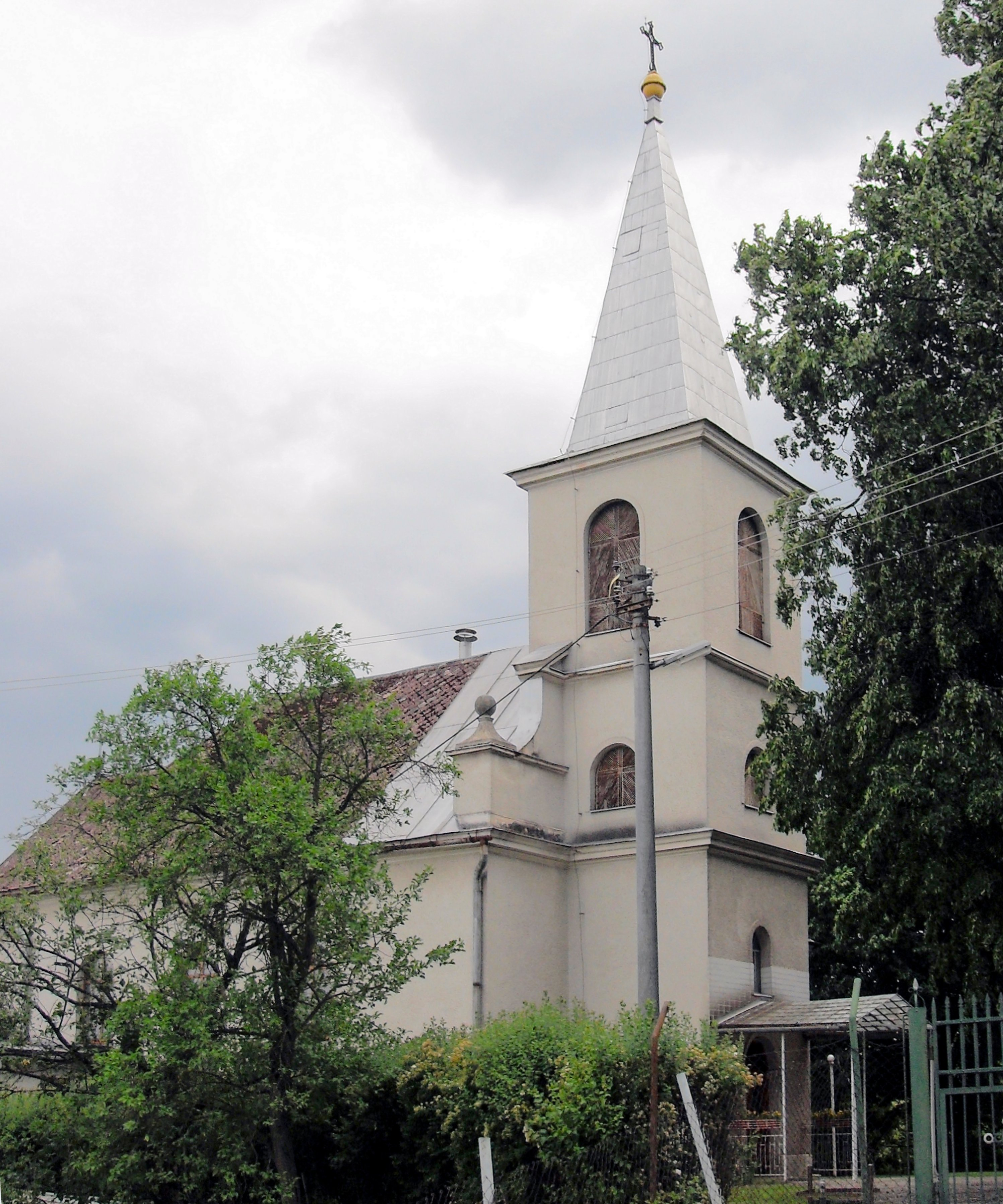
Kirche im Ort

Janík wurde zum ersten Mal 1285 als Ianuk schriftlich erwähnt, weitere historische Bezeichnungen sind unter anderen Ianok (1302), Janoc, Jenk, Januk (1332–35) und Janok (1630). Zur Zeit der Ersterwähnung errang das Geschlecht Amadé die Kontrolle von den bisherigen Herren aus dem Geschlecht Hont-Pázmány. 1427 war das Dorf Besitz des Geschlechts Jánoky, das hier 27 Porta und eine Mautstelle besaß. Nach türkischen Einfällen kam es zu einer beträchtlichen Entvölkerung des Gebiets. Ab dem 18. Jahrhundert gehörten die Ortsgüter landadligen Familien wie Szirmay, Péchy, Vecsey sowie anderen. 1828 zählte man 122 Häuser und 908 Einwohner, die als Landwirte beschäftigt waren.
Bis 1918/1919 gehörte der im Komitat Abaúj-Torna liegende Ort zum Königreich Ungarn und kam danach zur Tschechoslowakei beziehungsweise heute Slowakei. Auf Grund des Ersten Wiener Schiedsspruchs lag er von 1938 bis 1944 noch einmal in Ungarn und erlitt schwere Schäden während der Frontverschiebung in der Spätphase des Zweiten Weltkriegs.

## Bevölkerung
| Jahr                | 1994 | 2004    | 2014    | 2024    |
| ------------------- | ---- | ------- | ------- | ------- |
| Anzahl der Personen | 537  | 569     | 621     | 600     |
| Unterschied         |      | +5,95 % | +9,13 % | −3,38 % |

| Jahr                | 2023 | 2024    |
| ------------------- | ---- | ------- |
| Anzahl der Personen | 609  | 600     |
| Unterschied         |      | −1,47 % |

Gemäß der Volkszählung 2011 wohnten in Janík 571 Einwohner, davon 291 Slowaken, 244 Magyaren, zwei Russinen sowie jeweils ein Mährer, Tscheche und Ukrainer. Zwei Einwohner gaben eine andere Ethnie an und 29 Einwohner machten keine Angabe zur Ethnie.
443 Einwohner bekannten sich zur römisch-katholischen Kirche, 27 Einwohner zur reformierten Kirche, 20 Einwohner zur griechisch-katholischen Kirche, sechs Einwohner zu den Zeugen Jehovas, zwei Einwohner zur Evangelischen Kirche A. B. und ein Einwohner zur orthodoxen Kirche. Ein Einwohner bekannte sich zu einer anderen Konfession, 20 Einwohner waren konfessionslos und bei 51 Einwohnern wurde die Konfession nicht ermittelt.

## Bauwerke und Denkmäler
- römisch-katholische Kirche Mariä Geburt im gotischen Stil aus dem 14. Jahrhundert, im 18. und 19. Jahrhundert umgebaut
- Landschloss im klassizistischen Stil aus dem frühen 19. Jahrhundert

## Verkehr
Nach Janík führen die Straße 3. Ordnung 3307 von Budulov und Moldava nad Bodvou sowie die Straße 3. Ordnung 3302 von Žarnov und Turňa nad Bodvou her. Der nächste Bahnanschluss ist in Moldava nad Bodvou an der Bahnstrecke Barca–Rožňava.